# Табан (ватрено оружје)
Табан (енгл. Lock), механизам за опаљење барутног пуњења код ручног спорометног ватреног оружја које се пуни спреда.

## Дефиниција
У Српском рјечнику Вука Караџића из 1852, под појмом кубура стоји: У Црној Гори и онуда по околини кубуре се зову пиштољи који имају округле јабуке (а не шиљате као што су у Арнаутскијех пиштоља); у Србији су ове прве пиштоље звали Призренски пиштољи а ове друге Арнаутски. И осим јабука ови се пиштољи разликују и по табанима: у Призренскијех пиштоља табани су Њемачки (на којима су лукови и зубови изнутра), а у Арнаутскијех су табани Арнаутски или Турски (у којијех су лукови и зубови споља).

## Развој и врсте
У почетку реч табан означавала је само дашчицу (у облику стопала) која је повезивала делове за опаљење, а касније се тим именом називао цео механизам за опаљење. Табан се намештао са стране задњег дела цеви и усадника. Развој табана текао је упоредо са развојем ручног ватреног оружја и утицао је на побољшање сигурности и брзине гађања. Врсте и облици табана зависили су од времена и места израде. Разликују се 4 основна механизма опаљивања:
- табан на фитиљ, коришћен код аркебуза и мускета фитиљача (15—17. век).[1] У Јапану се користио до средине 19. века (јапанска аркебуза).
- табан на коло, због скупе израде коришћен спорадично у 16. и 17. веку, није успео да потисне табан на фитиљ.[1]
- табан на кремен, коришћен од 17. до средине 19. века.[1]
- табан на капислу, коришћен од 1840. до 1865, замениле га острагуше са ударном иглом у затварачу.[1]